# Sweet Forgiveness
Sweet Forgiveness är ett musikalbum av Bonnie Raitt. Det utgavs 1977 av skivbolaget Warner Bros. Records och var hennes sjätte studioalbum. Liksom på det föregående albumet Home Plate var Paul A. Rothchild producent även här. Men en skillnad var att Raitt kompats av studiomusiker på det nämnda albumet, medan hon här kompas av sitt eget konsertband. Albumet nådde plats 25 på Billboard 200-listan, och albumets cover på Del Shannons "Runaway" blev en mindre amerikansk singelhit.

## Låtlista
(upphovsman inom parentes)
1. "About to Make Me Leave Home" (Earl Randall) – 4:14
2. "Runaway" (Max Crook, Del Shannon) – 3:57
3. "Two Lives" (Mark Jordan) – 3:49
4. "Louise" (Paul Siebel) – 2:45
5. "Gamblin' Man" (Eric Kaz) – 3:27
6. "Sweet Forgiveness" (Daniel Moore) – 4:11
7. "My Opening Farewell" (Jackson Browne) – 5:20
8. "Three Time Loser" (Don Covay, Ron Miller) – 3:19
9. "Takin' My Time" (Bill Payne) – 3:37
10. "Home" (Karla Bonoff) – 3:28